# Stanza paese

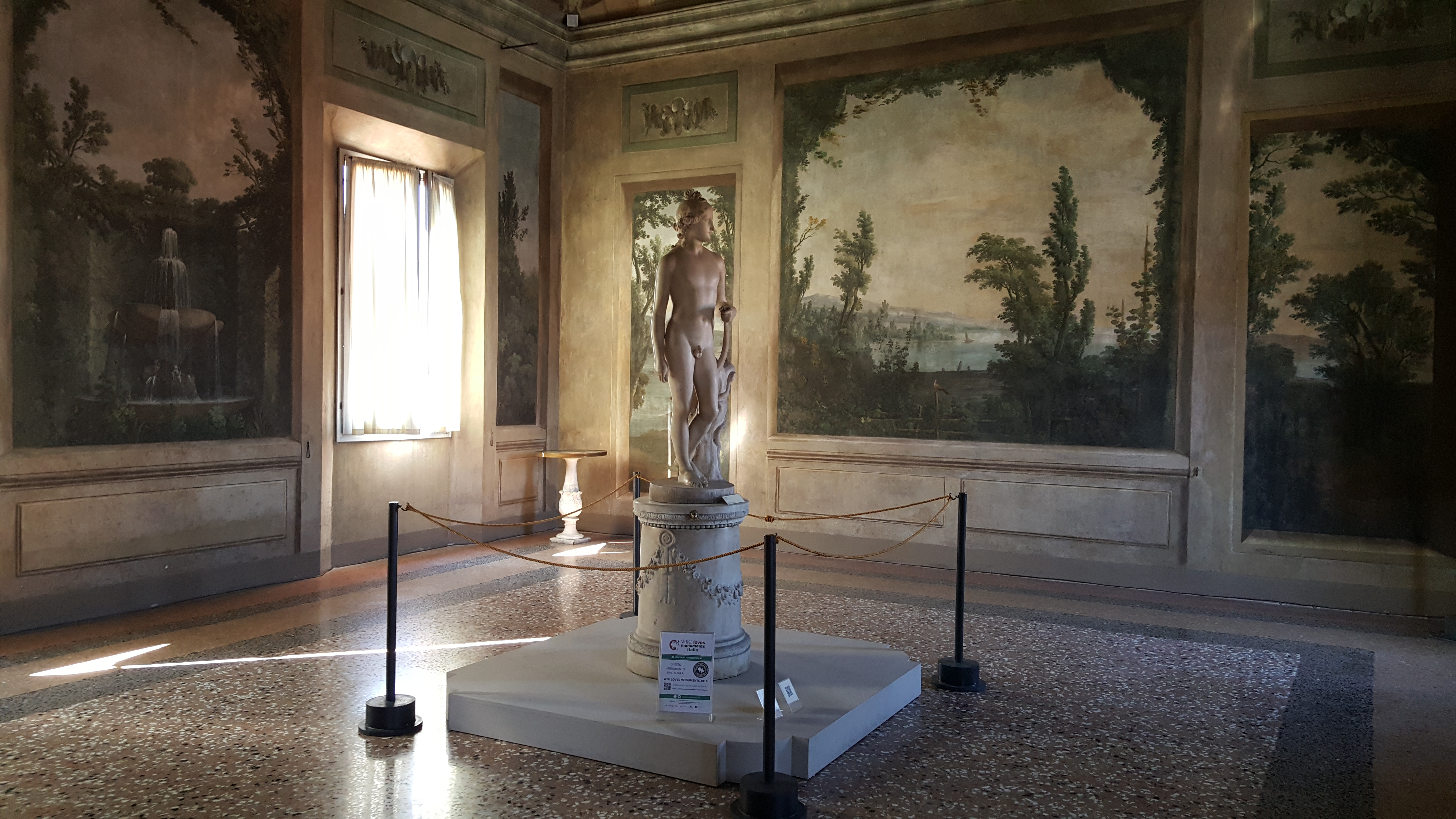
Sala Boschereccia di Vincenzo Martinelli e Giuseppe Valiani nel Palazzo Comunale di Bologna.

Con stanza a paese, stanza paese, stanza-paese, stanza alla boschereccia, stanza boschereccia, sala boschereccia o semplicemente boschereccia si intende un tipo di stanza completamente decorata, dalle pareti al soffitto, per creare un'illusione prospettico-scenografica di una struttura parzialmente costruita ed immersa in un paesaggio. Questo genere figurativo pittoresco di pittura decorativa parietale, di moda tra la fine del Settecento e fino a metà dell'Ottocento, sarà adottato con risultati sorprendenti in particolare in Emilia e in ambito bolognese. Tali stanze saranno chiamate anche giardini d'inverno a partire dall'Ottocento.

## Storia

### Dall'"hortus pictus" alla "deliziosa"
L'idea di giardino dipinto per «"sfondare" gli ambienti con fondali paesistici» risale all'antichità: «nella domus romana sui muri dei viridaria fiorivano gli "horti picti". Le pareti si aprivano al paesaggio e integravano, con l'affresco, il dialogo tra la natura reale e la natura simulata. Grazie alla contiguità tra edifici e giardini, e alla loro continuità illusiva, verità e finzione si confondevano, mentre nell'intimità delle case si celebrava l'incontro con le divinità silvestri richiamate dalla vegetazione dipinta». (per approfondire si rimanda alla voce Pittura romana di giardino)
A partire dal Medioevo «il giardino, espressione dell'ordine cosmologico negli orti dei monaci che sperimentavano le proprietà dei semplici, fu uno spazio chiuso, concepito come un luogo "segreto" dove si esprimeva la divinità del pensiero»: nell'hortus conclusus «la natura si trasformò in simbolo», concezione sottostante anche ai giardini dei principi, nei quali però, «complice il Roman de la Rose, l'hortus conclusus, immagine di perfezione, coincise con il "giardino d'amore" e diventò Locus amœnus», una sorta di eden profano di cui un esempio pittorico è dato delle sale della Rocca di Vignola.

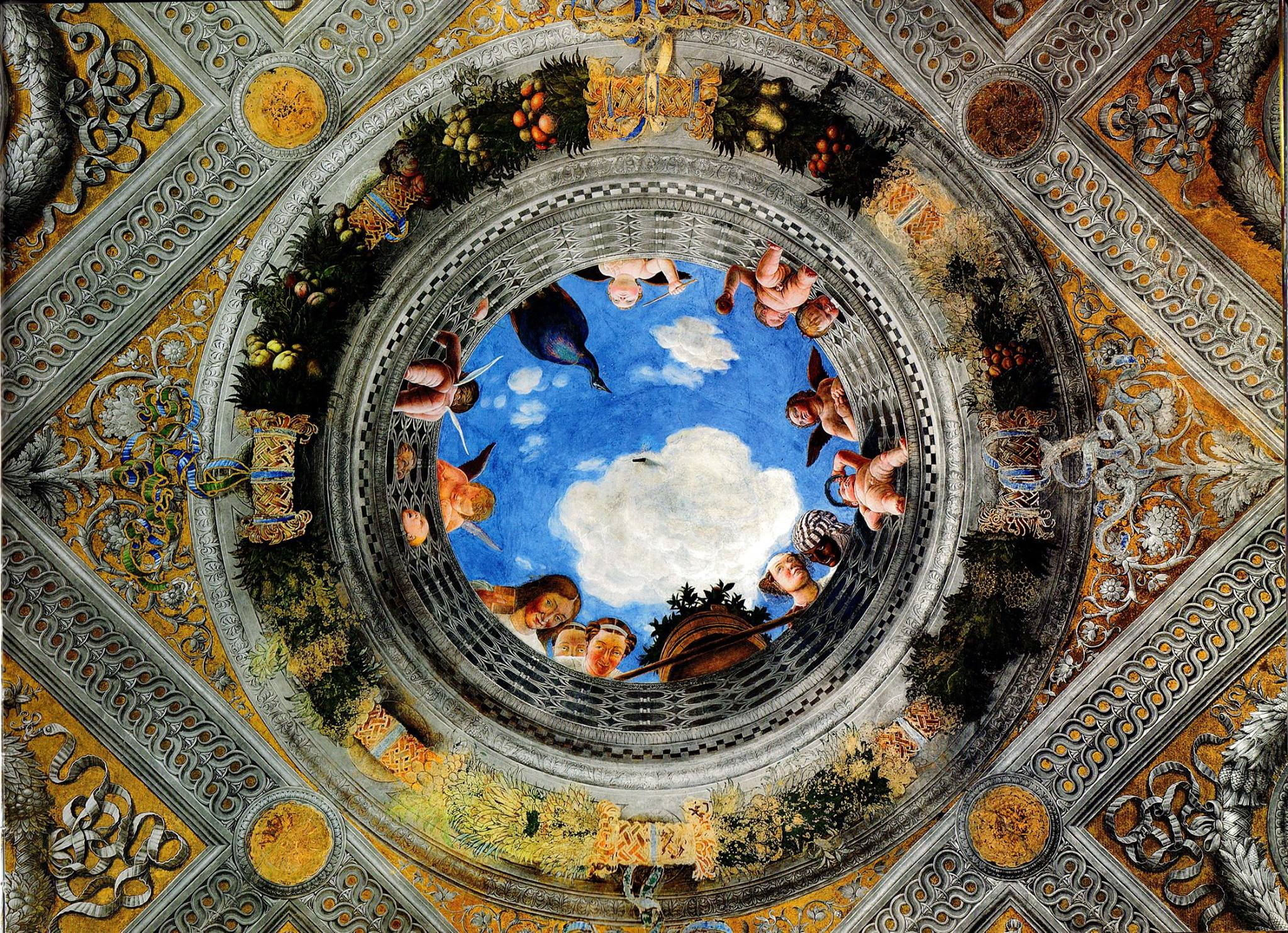
L'oculo della Camera degli Sposi di Andrea Mantegna nel Castello di San Giorgio a Mantova.

Nel Rinascimento, si passerà dal "giardino d'amore" al "giardino dipinto", uno spazio avvolgente concepito come un «paesaggio all'aperto», i cui esempi illustri sono la Sala delle Asse di Leonardo da Vinci nel Castello Sforzesco di Milano e la Camera degli Sposi di Andrea Mantegna nel Castello di San Giorgio a Mantova, a cui si ispira il Garofalo per la volta della Sala del Tesoro di Palazzo Costabili: «è una svolta epocale, che a partire da questo episodio e dalla pergula raffaellesca aprirà più tardi il cielo in una stanza». I decori delle "stanze dipinte" integrarono a poco a poco anche le icone dei miti agresti. (per approfondire si rimanda alla voce Pittura illusionistica)
«All'aprirsi del Seicento, nasce a Roma, nella bottega di Annibale Carracci, il "paesaggio ideale"», in cui ogni singolo elemento naturale viene inserito in una composizione perfettamente calibrata e bilanciata, alla ricerca dell'equilibrio formale e della bellezza idilliaca. Il "paesaggio ideale" è il «dono dei bolognesi alla pittura europea e modello di riferimento per le arti figurative. Un nuovo interesse per la natura cambia lo sguardo degli artisti, che la osservano immergendola nella nobile grandezza degli antichi. Il paesaggio, luogo idilliaco e al tempo stesso letterario, diventa protagonista, e commenta l'azione. Privilegiato, rispetto alla decorazione a parete, è il quadro da cavalletto. Non mancano, tuttavia, nel Seicento, alcuni esempi di ambienti decorati a giardino», come quelli del bolognese e scenografo Giovanni Francesco Grimaldi o la Sala della Primavera della villa Falconieri a Frascati, opera di Ciro Ferri databile intorno al 1666: «la sala, una "deliziosa", anticipa di più di un secolo la "boschereccia", intesa come espediente per dissolvere l'involucro della parete». Il termine "deliziosa" è settecentesco, e serve a definire una stanza piacevolmente decorata, in cui trascorrere momenti di svago e delizia.
A Bologna, con la perdita degli affreschi del Baglione al piano terra della villa del Tuscolano di Giovanni Battista Campeggi, il modello decorativo di riferimento per il giardino dipinto è dato dalla sala senatoria di Palazzo Cospi Ferretti, opera del 1675 di Angelo Michele Colonna e del paesaggista Gioacchino Pizzoli, in cui la natura è protagonista e ove si «spalancano le pareti, e le immergono in un fresco verziere, in sintonia» con l'esempio romano.

### Dalla "deliziosa" alla "stanza paese"
Sul finire del Settecento le stanze "deliziose" presero l'aspetto di "stanze boscherecce" e si diffusero fino a metà dell'Ottocento, in particolar modo nei palazzi patrizi della Bologna napoleonica.
Secondo alcuni studiosi, alla base dell'affermarsi delle "stanze paese" vi furono alcune tendenze significative: a livello di tecnica, il «progressivo ingrandirsi delle tempere a paesaggio delimitate da cornici in stucco che decoravano i palazzi bolognesi»; l'installarsi di una sensibilità preromantica e del senso del pittoresco; il desiderio delle famiglie in vista di ridisegnare i parchi e i giardini pubblici e privati con boschetti, viali sinuosi, grotte, finti ruderi e coffeehouse, e di «trasformare un'abitazione in un "giardino d'inverno" dove soggiornare come in un bosco domestico», che venne alimentato dalla diffusione del Dell'arte dei giardini inglesi di Ercole Silva del 1801 e de Le affinità elettive di Goethe del 1809.
(Renato Roli, Pittura bolognese 1650-1800. Dal Cignani ai Gandolfi, p. 70)

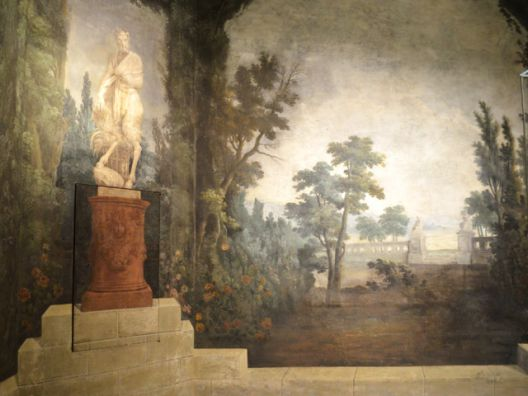
La Sala del Convivio di Palazzo Aldini Sanguinetti, opera di Vincenzo Martinelli.

Con la "stanza paese" si trasformava un ambiente chiuso in uno spazio aperto, le pareti riproducevano illusionisticamente spazi verdi «entro equilibrate ripartizioni spaziali che regolarizzano la natura secondo le tendenze del nuovo razionalismo classicista» di provenienza francese.
Era un tipo di veduta lontana da riferimenti topografici e storici, «intrisa di componenti letterarie, espressione di un'arcadia in cui si integravano mirabilmente architettura, pittura e scultura».
La "stanza paese" era tipicamente al pian terreno, sia nelle ville di campagna che nei palazzi di città, e si apriva direttamente sul giardino con il quale creava una continuità ottica tra interno ed esterno, talvolta la decorazione dava luce a stanze affacciate su cortili e chiostri
Tra gli elementi architettonici che venivano dipinti nelle "stanze paese" figuravano gli elementi architettonici ormai prediletti per i giardini: i tempietti in rovina, i patii, i berceau e i pergolati, che lasciavano lo sguardo libero di perdersi in lontananza nei paesaggi immaginari e deliziarsi dei giochi d'acqua.
Il genere venne inaugurato al Palazzo Albergati di Zola Predosa, con la decorazione dell'ala di levante del pian terreno, eseguita tra il 1776 e il 1778 dal figurista Giuseppe Valiani e dai pittori Prospero e Gaetano Pesci, in cui non mancavano riferimenti agli affreschi di Giambattista Tiepolo presenti nella Villa Valmarana "Ai Nani": si trattava di «una grande camera dipinta a verdura, e boscareccia... ad uso del ballo, allorquando è illuminata produce un... allegro effetto».
Una ventina d'anni dopo, nel 1797, durante il rifacimento degli ex appartamenti del Cardinale Legato il Valiani affiancò Vincenzo Martinelli per decorare a tempera la Sala Boschereccia nel Palazzo Pubblico, oggi palazzo comunale di Bologna, uno degli esempi più illustri del genere. Il Martinelli, che fu uno dei principali artisti che si dedicarono alle "boscherecce", traeva ispirazione dall'ars topiaria e dal giardino naturale europeo; prima di lavorare alla sala Boschereccia di Palazzo Pubblico intorno ai trent'anni aveva già raggiunto una notevole fama come pittore di quadri di paesaggio, di apparati effimeri e scenografie per i teatri cittadini.
Nel 1798, il Martinelli compose una nuova scenografica "boschereccia" per la Sala del Convivio di Palazzo Aldini Sanguinetti, oggi sede del Museo internazionale e biblioteca della musica, con le quinte vegetali che si aprivano sui paesaggi e le figure dipinte di Bacco, Cerere, Flora e Pan, opera di Pelagio Palagi.

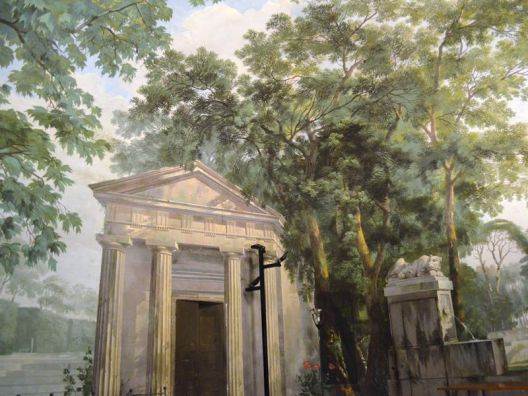
La Sala Boschereccia di Palazzo Hercolani a Bologna, opera di Rodolfo Fantuzzi.

Allievo del Martinelli, il paesista Rodolfo Fantuzzi, dopo un soggiorno a Roma di cui si riscontrano le influenze, si dedicò intorno al 1810 alla Sala Boschereccia di Palazzo Hercolani, la più celebre delle "stanze paese" emiliane, che richiamò successivamente nei decori di villa Cavazza a Belpoggio.
Similmente ai pittori francesi di fine Settecento, artefici di un paesaggismo della ragione, il Fantuzzi dipingeva una natura che seppure idealizzata aveva un'aderenza al vero, visione che si ritrovava nei successivi affreschi di casa Redenti, in quelli della canonica della chiesa dei Santi Gregorio e Siro o ancora in quelli a villa Achillini a Sasso Marconi, oggi perduti. Dei decori di casa Baravelli, perfettamente conservati, resta anche il bozzetto originale di Fantuzzi, del 1822; fu artefice anche della Camera del cacciatore, ascrivibile al genere, e delle decorazioni di Villa Salina Malpighi in località Corticella.
Nel 1818 a Bologna l'Accademia Clementina, attuale Accademia di Belle Arti, aveva promosso una specializzazione nell'ambito della scenografia, la scuola di paesaggio tenuta da Luigi Busatti, facendo diventare la città un fertile centro di produzione di questa tipologia di decorazione.
I "dipinti grotteschi", così come le "stampe incorniciate", erano considerati una pratica inferiore rispetto alla pittura di figura e di storia, di cui peraltro si lamentava da qualche tempo la mancanza: dopo la partenza per Roma di Pelagio Palagi non vi era a Bologna nessun pittore «degno di stare a fronte dei trapassati per le serie pitture a fresco, ed all'oglio». Le scuole di pittura e scultura erano deserte, mentre andavano di moda i decoratori, come Antonio Basoli e Felice Giani: «in nissun'altra città si ritrova un numero maggiore di buoni Pittori di Ornati, di Paesi e di quanto altro può contribuire ad una capricciosa decorazione»".
All'Accademia erano frequentate soprattutto le classi di ornato e di architettura. La pittura di paesaggio si esprimeva con successo nelle "stanze paese", che continuavano la tradizione decorativa barocca delle ville e dei palazzi senatori. Nonostante la grande fortuna del genere, la scuola di paesaggio di Busatti rimase ai margini.
Antonio Basoli realizzò tra le altre la "stanza paese" di Palazzo Contri, e fece un progetto per Casa Belvederi nel 1807.
Dalla vicina Bologna la moda della "stanza paese" si diffuse anche nel modenese, di cui resta l'esempio esempio nell'altana della Villa Giacobazzi a Sassuolo, dipinta nel 1857 da Antonio Valentini in collaborazione con Giovanni Braglia
In ambito non emiliano, tra gli artisti specializzati in "stanze a paese" anche Angiolo Angiolini e Niccolò Contestabile, autore quest'ultimo nel 1818 della Sala decorata a bosco di Palazzo Guadagni Strozzi Sacrati, o ancora delle sale fiorentine del Palazzo Rinuccini e della "stanza paese" con rovine del Palazzo Ducale di Lucca; si segnalano inoltre le "stanze a paese" di Palazzo Gerini, Palazzo Corsini al Prato, Palazzo Vivarelli Colonna, Palazzo Martelli e Palazzo Pucci.
Nel 1834 Giacomo Savini, allievo del Martinelli, su commissione del marchese Virgilio Davia dipinse la "stanza paese" di Palazzo Davia Garagnani con una propensione naturalistica, facendo scorgere gli Appennini oltre il colonnato.
Forse ascrivibile tra le "boscherecce" anche la sala dipinta nel 1937 da Amerigo Bartoli a Villa Saffi, a San Varano.
La stagione delle "stanze alla boschereccia" si chiuse con l'opera parietale di Ottavio Campedelli nella Villa di San Martino del 1858, raffigurante la Vallata del Panaro e i Sassi di Rocca Malatina.
Molte "boscherecce" sono andate perdute, come a palazzo Buonvisi d'Inverno in Fillungo a Lucca.

### Approfondimenti
- Davide Daghia, La Boschereccia di Palazzo Hercolani. Un giardino d'inverno perfetto (PDF), in Bologna insolita e segreta, Edizioni Jonglez, 2017,  pp. 94-95, ISBN 9782361951191.
- Renzo Grandi (a cura di), I concorsi curlandesi. Bologna, Accademia di Belle Arti, 1785-1870, catalogo della mostra a Bologna, Galleria d'arte moderna, marzo-maggio, Museo civico, giugno-luglio 1980, Bologna, Grafis, 1980,  p. 36.
- Renzo Grandi (a cura di), Dall'Accademia al vero. La pittura a Bologna prima e dopo l'Unità, catalogo della mostra a Bologna, Galleria d'arte moderna, 29 gennaio-4 aprile 1983, Casalecchio di Reno, Grafis, 1983,  pp. 13-14.
- Renzo Grandi, Pittura e scultura nell'Ottocento, in Aldo Berselli (a cura di), Storia della Emilia Romagna, vol. 3, Imola, University Press Bologna, 1980,  pp. 1211-1212.
- Eugenio Riccomini, L'arte a Bologna. Dalle origini ai giorni nostri, Bologna, Editoriale Bologna, 2003,  pp. 306-307.
- Renato Roli, Pittura bolognese 1650-1800. Dal Cignani ai Gandolfi, collana Fonti e studi per la storia di Bologna e delle province emiliane e romagnole, n. 6, Bologna, Edizioni Alfa, 1977.
- Paolo Zauli, A proposito di Rodolfo Fantuzzi, 1781-1832, romantico paesista di lontananze assolute, in Strenna storica bolognese, vol. 29, 1979,  pp. 379-395.